# Cryptinglisia elytropappi
Cryptinglisia elytropappi  (лат.) — вид полужесткокрылых насекомых-кокцид рода Cryptinglisia из семейства ложнощитовки (Coccidae).

## Распространение
Африка: ЮАР.

## Описание
Питаются соками таких растений, как Asteraceae: Elytropappus rhinocerotis.
Вид был впервые описан в 1920 году энтомологом К. Брайном (Brain, C.K.) под первоначальным название Inglisia elytropappi. Видовой эпитет дан по имени растения (Elytropappus), на котором был обнаружен.
Таксон Cryptinglisia elytropappi включён в состав рода Cryptinglisia Cockerell, 1900 (триба Cardiococcini) вместе с видами Cryptinglisia zizyphi, Cryptinglisia lounsburyi, Cryptinglisia patagonica.